# 福島大吉
福島 大吉（ふくしま だいきち、1950年9月5日 - ）は、日本の実業家、理学博士。小野薬品工業代表取締役社長や、同社代表取締役会長を務めた。

## 人物・経歴
埼玉県出身。1973年群馬大学工学部卒業。1975年群馬大学大学院工学研究科修士課程修了。1978年筑波大学大学院化学系博士課程修了、理学博士、シカゴ大学化学科博士研究員。
1980年小野薬品工業入社。研究を行い、2006年には常務取締役研究本部長兼医薬品化学研究所長に昇格。2008年に代表取締役社長を務め、グローバル研究戦略立案室の新設や、新薬候補化合物の海外からの導入などにあたった。同年代表取締役会長。小野医学研究財団理事長も務めた。